# Burat
Burat is een bestuurslaag in het regentschap Wonosobo van de provincie Midden-Java, Indonesië. Burat telt 2257 inwoners (volkstelling 2010).